# Linograbado

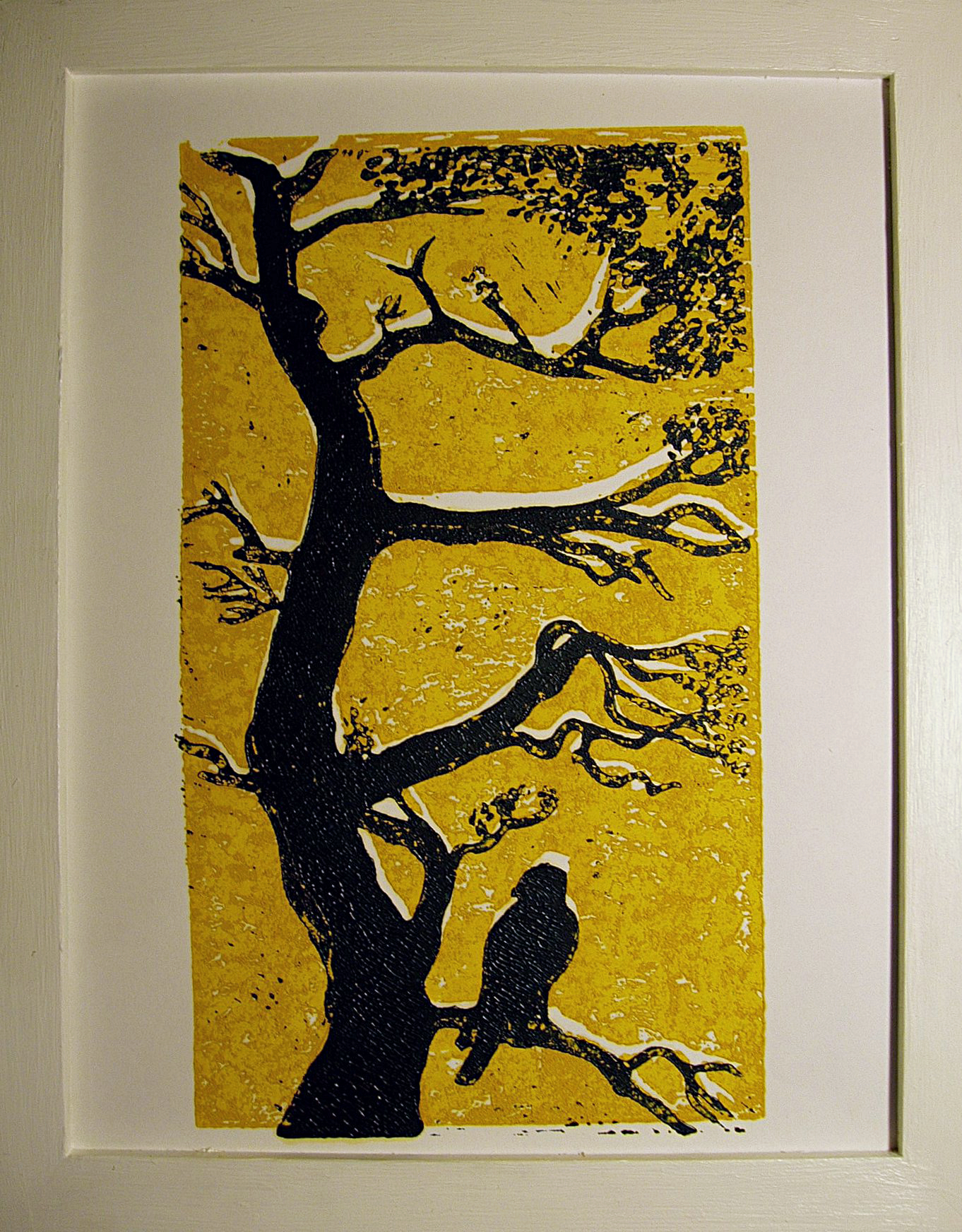
Linograbado en dos colores sucesivos.

El linograbado es una variante del grabado en la que una hoja de linóleo (a veces montada en un bloque de madera) se utiliza como matriz. El diseño se graba espejado y en negativo sobre la superficie de linóleo con un cuchillo afilado, gubia, o cincel en forma de V. La hoja de linóleo se entinta con un rodillo (llamado Brayer), y, a continuación, se imprime sobre papel o tela. La impresión puede hacerse a mano o con una prensa.
El linóleo es un material compuesto de aceite de linaza oxidada, y también contiene corcho, yute y pigmentos en su composición; además, su uso como revestimiento de suelo se remonta a 1860. La técnica de impresión linograbado se utilizó por primera vez por los artistas de Die Brücke entre 1905-13 en Alemania, donde se usaba de forma similar para la impresión de papel mural. En un principio sus obras fueron descritas como xilografías (lo que sonaba más respetable).
El material se distingue porque al ser tallado no tiene dirección particular, no tiene grano ni fibra que pudiesen tender a dividirse; es más fácil obtener determinados efectos artísticos con linóleo que con la mayoría de las maderas, aunque las impresiones resultantes pueden carecer del carácter granulado -a menudo angular- de xilografías y grabados. El linóleo es mucho más fácil de cortar que la madera, especialmente cuando se calienta, pero la presión del proceso de impresión degrada la placa más pronto, además de que es difícil crear grandes obras debido a la fragilidad del material en grandes superficies.
También se pueden elaborar matrices mediante la aplicación cuidadosa de hidróxido de sodio en pasta sobre partes de la superficie de linóleo. De este modo se crea una superficie similar a la de un grabado de fondo blando, obteniendo planchas de linóleo cáustico, que pueden aplicarse en forma de relieve, grabado o como impresión simultánea en color.
El linóleo en color se puede hacer mediante el uso de un bloque distinto para cada color como en un grabado en madera. Pablo Picasso demostró de manera muy eficaz que tales impresiones también se pueden lograr con el mismo segmento de linóleo, en lo que se denomina el método "reduccionista" de impresión. En esencia, después de imprimir el primer color en varios papeles, el artista limpia la placa de linóleo y corta lo que no se estampará con el color aplicado posteriormente. Así cada color se imprime en forma sucesiva sobre el papel o la tela.
La técnica de grabado en linóleo es muy estimada y utilizada por los artistas plásticos en el presente y por sus características es una actividad muy apropiada para realizar en las aulas de artes plásticas.
Entre los artistas que han utilizado esta técnica cabe destacar al mencionado Pablo Picasso (1881-1973), Henri Matisse (1869-1954) y Jean Arp (1887-1966), entre otros.

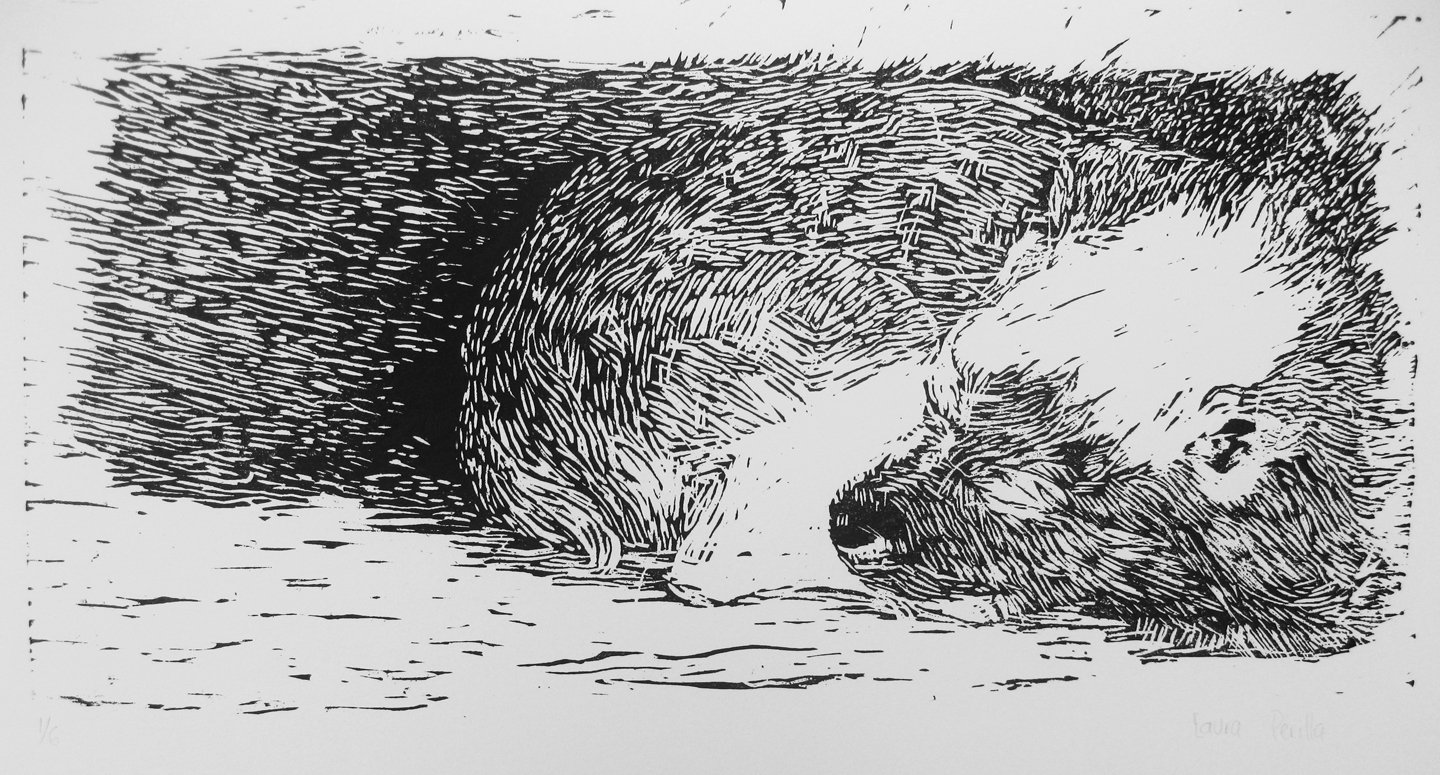
Retrato de Perro. Linograbado, Laura Perilla (2007)